# Consiliul de Coroană de la 21 iulie 1914
Consiliul de Coroană din 21 iulie S.N. 3 august 1914 a dezbătut problema intrării României în primul război mondial. A avut loc la Castelul Peleș, la inițiativa regelui Carol I.

## Contextul organizării Consiliului de Coroană
La 15 iunie S.N. 28 iunie 1914 a fost asasinat la Sarajevo arhiducele Franz Ferdinand, prințul moștenitor al coroanei Austro-Ungariei. Aceasta a denunțat implicarea Serbiei în atentat, adresându-i, la data de 10 iulie S.N. 23 iulie 1914 un ultimatum care avea să provoace un război generalizat în Europa, odată ce Austro-Ungaria va declara război Serbiei la 15 iulie S.N. 28 iulie 1914. Continentul era împărțit între două alianțe militare – Puterile Centrale, formate din Germania, Austro-Ungaria și Italia, respectiv Antanta, formată din Franța, Anglia și Rusia.
România era condusă de un guvern liberal, prezidat de Ion I. C. Brătianu, care își începuse mandatul la 4 ianuarie S.N. 17 ianuarie 1914, cu intenția realizării unor reforme agrare și electorale. Pe planul relațiilor externe, țara era legată de alianța cu Puterile Centrale. Astfel, la 18 octombrie S.N. 30 octombrie 1883 se semnase tratatul de alianță cu Austro-Ungaria, conform căruia aceasta se obliga să acorde ajutor ca, în cazul în care România ar fi fost atacată fără provocare. România își asuma obligații reciproce în cazul unui atac asupra Austro-Ungariei. La acest tratat au aderat Germania, apoi și Italia. Prevederile acestui tratat au rămas secrete, el fiind cunoscut numai lui Carol I și unora dintre prim-miniștrii care s-au succedat la conducerea Guvernului. 
Regele Carol I considera că România trebuia să-și îndeplinească obligațiile asumate prin alianța cu Puterile Centrale. Pe de altă parte, o asemenea alegere, deși ar fi asigurat bunăvoința Puterilor Centrale cu privire la alipirea Basarabiei la România, avea dezavantajul că era impopulară din cauză că nu asigura unirea cu Transilvania. În schimb, Antanta se arăta gata să ia în considerare o eventuală alipire a Transilvaniei.
În schimb, guvernul, condus de Ion I.C. Brătianu, considera că este mai prudentă o atitudine de așteptare, care era justificată din punct juridic, în opinia sa, de faptul că Austro-Ungaria nu era victimă a unei agresiuni (caz în care România ar fi fost obligată să-i acorde ajutor), ci ea însăși declarase război Serbiei.

## Participanți
La Consiliu, pe lângă regele Carol I și principele Ferdinand, au luat parte următorii:
- Ion I. C. Brătianu, președintele Consiliului de Miniștri, ministrul de război
- Mihail Pherekyde, fruntaș al PNL, președinte al Adunării Deputaților
- Theodor Rosetti, fost prim-ministru, fruntaș al Partidului Conservator
- Petre P. Carp, fost prim-ministru, fost președinte al Partidului Conservator
- Alexandru Marghiloman, președintele Partidului Conservator, fruntaș al Partidului Conservator
- Ion Lahovari, fost ministru, reprezentant al Partidului Conservator
- Ion C. Grădișteanu fost ministru, reprezentant al Partidului Conservator
- Take Ionescu, președinte al Partidului Conservator-Democrat
- Constantin G. Dissescu, fost ministru, reprezentant al Partidului Conservator-Democrat
- Constantin Cantacuzino-Pașcanu, membru marcant al Partidului Conservator-Democrat
- Emanoil Porumbaru, ministru de externe în funcție, fruntaș al PNL
- Vasile G. Morțun, ministru de interne în funcțiune, membru al PNL
- Emil Costinescu, ministru de finanțe în funcțiune, membru al PNL
- Victor Antonescu, ministrul justiției în funcțiune
- Ion G. Duca, ministru al cultelor și instrucțiunii publice în funcțiune, membru al PNL
- Alexandru Constantinescu, ministrul agriculturii și domeniilor în funcțiune
- Alexandru G. Radovici, ministrul industriei și comerțului în funcțiune
- Constantin Angelescu, ministrul lucrărilor publice în funcțiune

Au absentat următorii:
- Basil M. Missir, președintele Senatului, plecat în vacanță la Paris
- Titu Maiorescu, fost prim-ministru, fost președinte al Partidului Conservator

## Decizia Consiliului și urmările acesteia
În ciuda susținerii de către Carol I a ideii intrării imediate în război alături de Puterile Centrale, cei prezenți la Consiliu au votat cu o majoritate zdrobitoare în favoarea neutralității. Singurul care a susținut punctul de vedere al regelui a fost Petre P.Carp. Deși Consiliul de Coroană nu avea atribuții decizionale, Carol I a respectat voința acestuia. O altă aliată a Puterilor Centrale, Italia a luat și ea decizia păstrării neutralității, pe care o va părăsi însă în 1915, pentru a intra în război alături de Antantă.
Votul Consiliului de Coroană din iulie 1914 a însemnat desprinderea României de alianța cu Puterile Centrale și a pus bazele intrării în război alături de Antantă, care avea să se producă în 1916. Opțiunea Consiliului a marcat însă ultima perioadă a vieții lui Carol, care avea să se stingă din viață la puțin timp, la 27 septembrie S.N. 10 octombrie 1914.